# Линденберг (Палатинат)
Линденберг (њем. Lindenberg) општина је у њемачкој савезној држави Рајна-Палатинат. Једно је од 48 општинских средишта округа Бад Диркхајм. Према процјени из 2010. у општини је живјело 1.146 становника. Посједује регионалну шифру (AGS) 7332034.

## Географски и демографски подаци
Линденберг се налази у савезној држави Рајна-Палатинат у округу Бад Диркхајм. Општина се налази на надморској висини од 200 метара. Површина општине износи 3,8 km². У самом мјесту је, према процјени из 2010. године, живјело 1.146 становника. Просјечна густина становништва износи 302 становника/km².